# Neferkare Nebi
Neferkara Nebi, alternativ stavning Neferkare Nebi, var en farao i början av Egyptens åttonde dynasti. Han var son till Pepi II och drottning Ankhenesmerire IV. En "falsk dörr" med hans namn upptäcktes i hennes grav i Iput IIs pyramid och även på hennes sarkofag. Det finns inga kända barn eller hustrur från honom. En pyramidanläggning med namnet "Evigt liv för Neferkare" nämns på en inskription vid Sakkara, men pyramiden själv har inte hittats. Det tyder på att den inte kommit längre än till planeringsstadiet.